# Renault Espace II

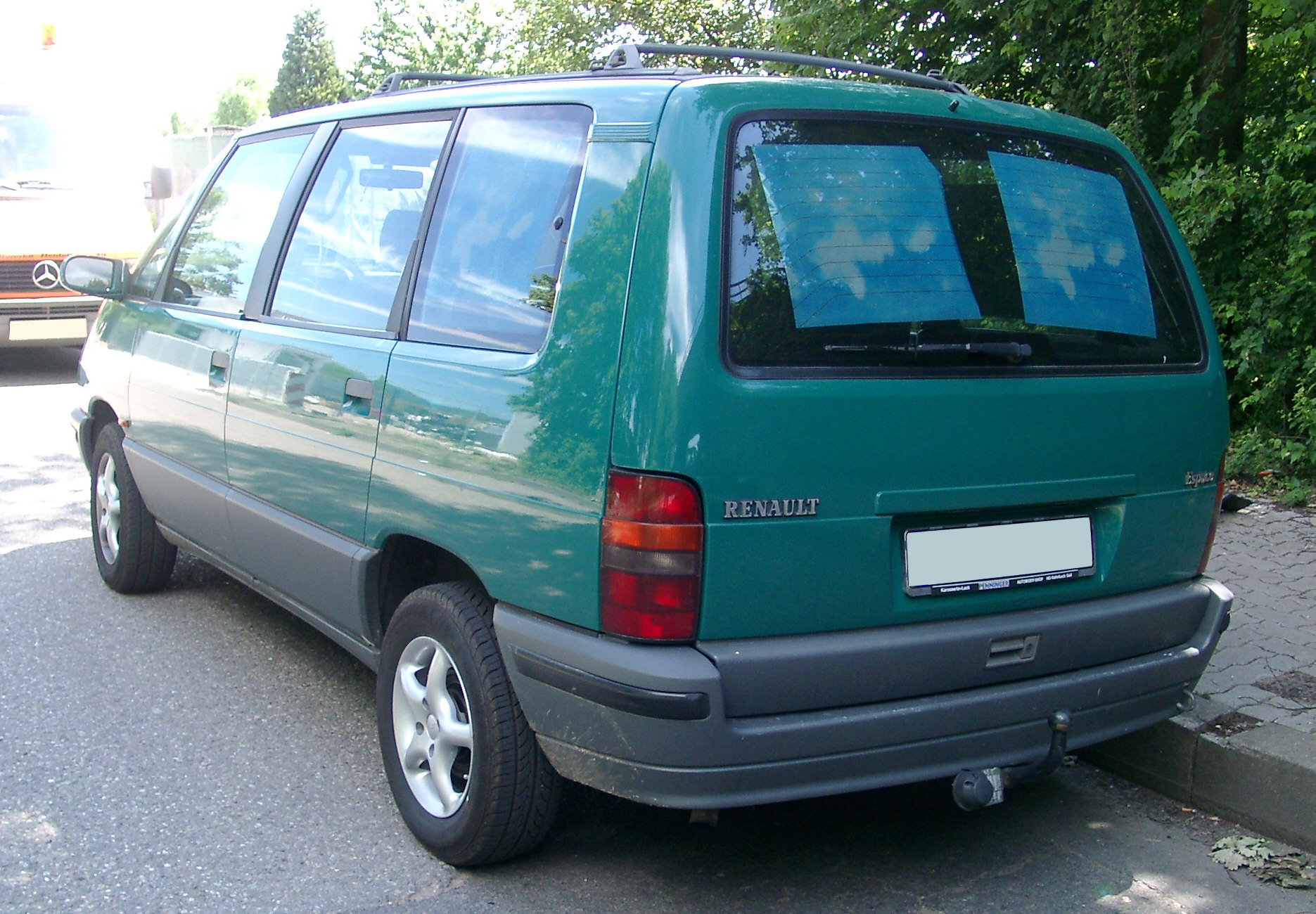
Heckansicht

Renault Espace II (Typ J63) bezeichnet die zweite Generation der Großraumlimousine Espace von Renault.

## Modellgeschichte
Die 18 Zentimeter längere zweite Serie, auch als Typ J63 bezeichnet, war eine Weiterentwicklung auf der J11-Plattform und wurde von Januar 1991 bis Oktober 1996 gebaut.
Sowohl die Karosserie als auch die Innenausstattung wurden überarbeitet. Der J63 erhielt eine noch strömungsgünstigere, rundere Form und Motoren mit höherer Leistung. Dieses waren Ottomotoren mit vier oder sechs Zylindern oder aufgeladene Dieselmotoren, wodurch sich die Höchstgeschwindigkeit auf bis zu 195 km/h steigern ließ. Der J63 war auch als allradangetriebene Version Quadra erhältlich.
In der Volksrepublik China rollte die zweite Generation von 1994 bis 1999 bei der Sanjiang Renault Automobile unter dem Marktnamen Renault Univers vom Band.
Vom zweiten Espace konnten in sechs Jahren trotz der zunehmenden Konkurrenz 316.419 Exemplare verkauft werden.

### Espace F1
Im Jahr 1994 stellte Renault zum 10. Jubiläumsjahr des Espace auf dem Pariser Autosalon eine Spezialversion mit dem Namen "Espace F1" im Rahmen einer Projektstudie vor. 
Die Ingenieure von Matra nutzten dazu Technik aus der Formel 1, wie etwa den Renault-V10-Motor aus der Saison 1993 mit 3,5 Liter Hubraum und etwa 595 kW (810 PS), durch den der Espace in unter 3 Sekunden auf 100 km/h und in unter 7 Sekunden auf 200 km/h beschleunigt werden konnte. Die Höchstgeschwindigkeit betrug etwas über 300 km/h. Die verhältnismäßig ungünstige Aerodynamik der gewählten Karosserieverbreiterung wirkte jedoch geschwindigkeitsbegrenzend. 
Eine Serienfertigung war nicht geplant und auch in dieser Form nicht möglich gewesen, da der Motor nur extern gestartet werden konnte und dieser in der Mitte der Kabine eingebaut wurde. Das hatte im Innenraum Temperaturen von über 60 Grad Celsius sowie eine Lautstärke von deutlich über 100 Dezibel zur Folge.
Gebaut wurden zwei Modelle: Ein reines Demonstrationsmodell für Messen und Ausstellungen, welches nicht fahrbereit und im Besitz von Renault ist, und das fahrfähige Modell, welches heute im Matra Museum in Romorantin-Lanthenay ausgestellt ist. In der 1999 erschienenen Version des Computerspiels Gran Turismo 2 kann der Renault Espace F1 virtuell gefahren werden.

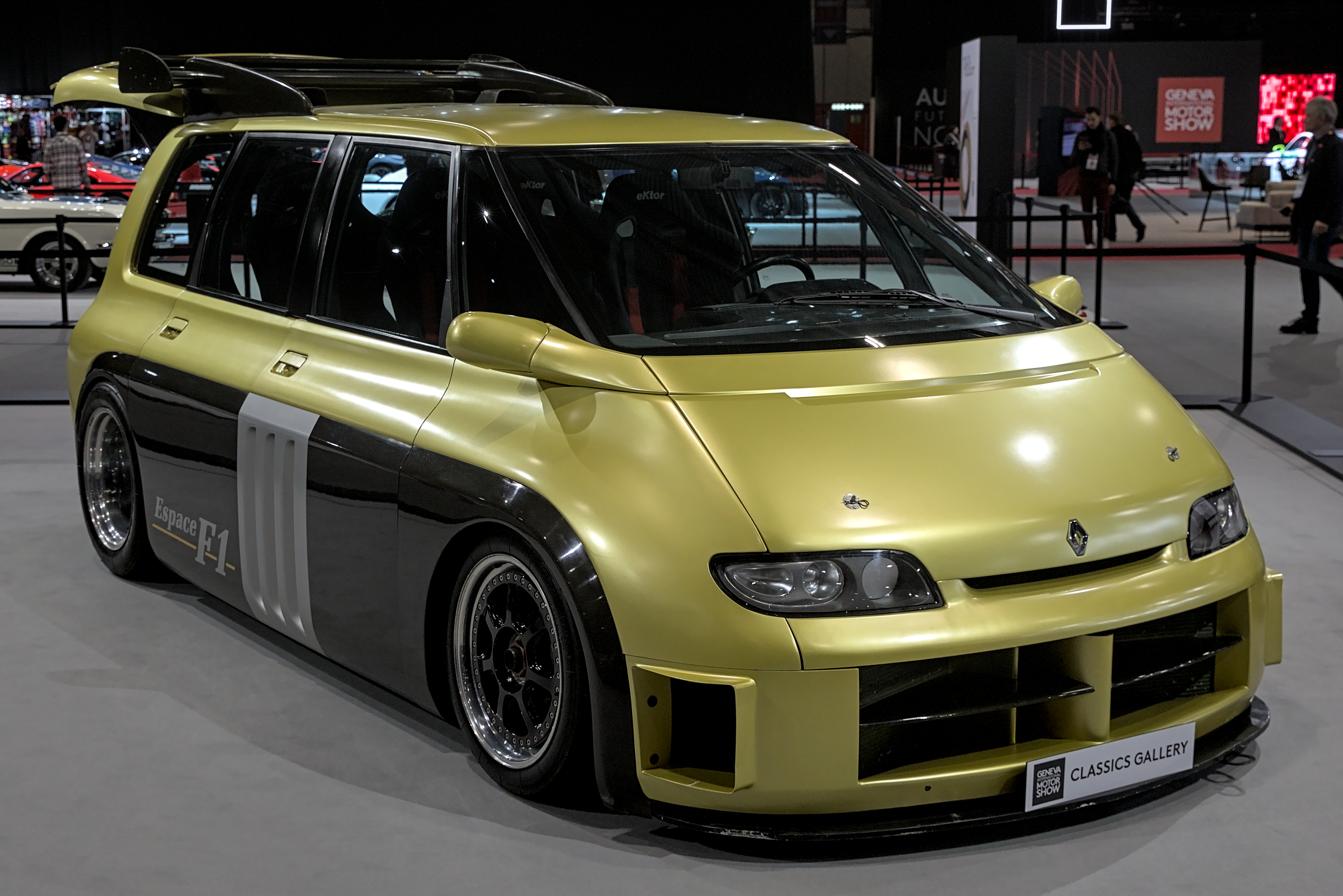
Renault Espace F1
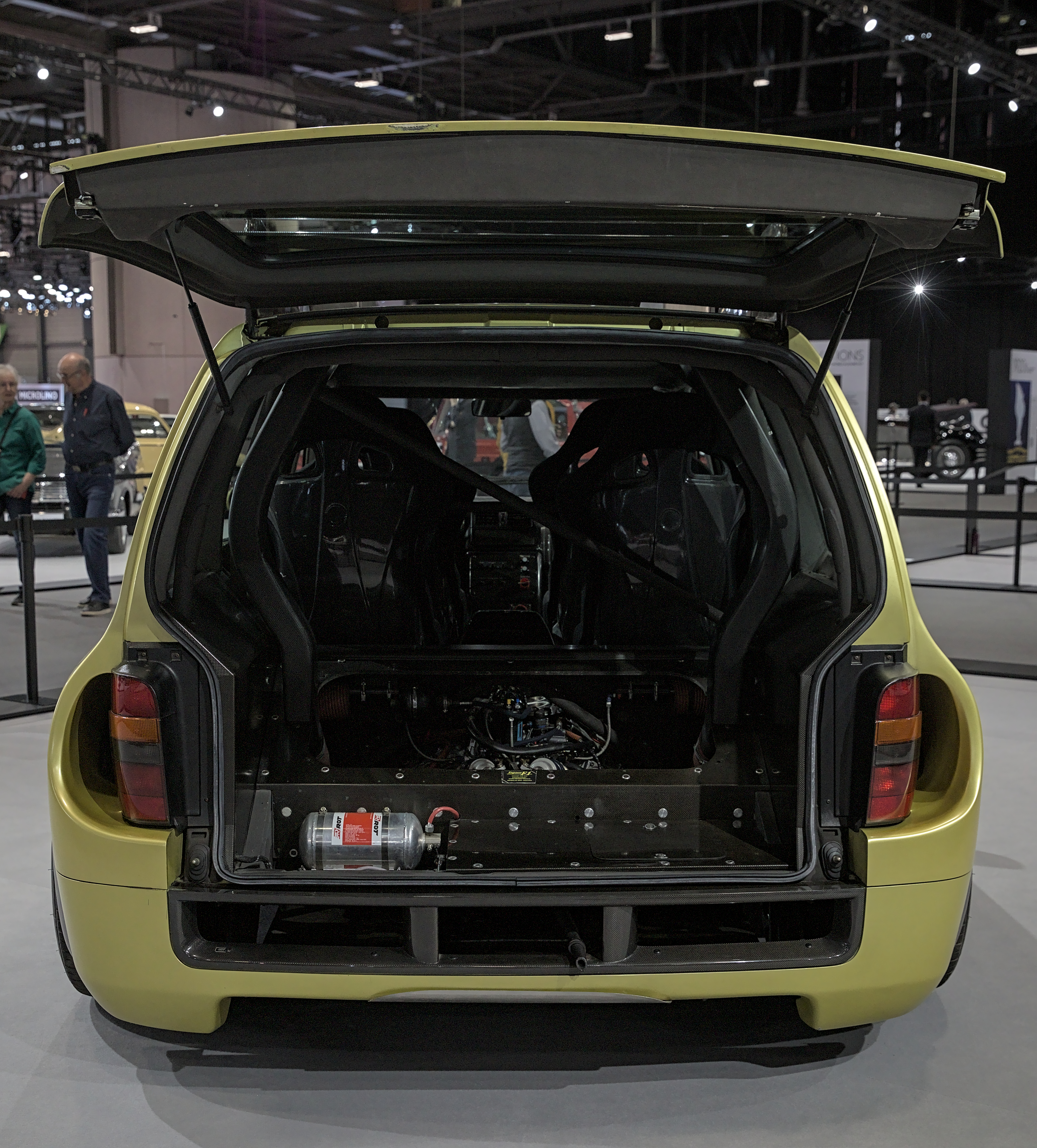
Motor

## Technische Daten
|                                             | 2,0                   | 2,2                    | 2,8                        | 2,1 dT                     |                  |
| Bauzeitraum                                 | 01/1991–10/1996       | 01/1991–10/1996        | 01/1991–10/1996            | 01/1991–10/1996            |                  |
| Motorkenndaten                              |                       |                        |                            |                            |                  |
| Motorkennung                                | J7R 768               | J7T 772/773/776        | Z7W 712/713/717            | J8S 610/612/772/ 776/778   |                  |
| Motortyp                                    | R4-Ottomotor          | R4-Ottomotor           | V6-Ottomotor               | R4-Dieselmotor             |                  |
| Anzahl Ventile pro Zylinder                 | 2                     | 2                      | 2                          | 2                          |                  |
| Ventilsteuerung                             | OHC, Zahnriemen       | OHC, Zahnriemen        | 2 × OHC, Kette             | OHC, Zahnriemen            |                  |
| Gemischaufbereitung                         | Saugrohreinspritzung  | Saugrohreinspritzung   | Saugrohreinspritzung       | Vorkammer- einspritzung    |                  |
| Motoraufladung                              | –                     | –                      | –                          | Turbolader, Ladeluftkühler |                  |
| Kühlung                                     | Wasserkühlung         | Wasserkühlung          | Wasserkühlung              | Wasserkühlung              |                  |
| Bohrung × Hub                               | 88,0 mm × 82,0 mm     | 88,0 mm × 89,0 mm      | 91,0 mm × 73,0 mm          | 86,0 mm × 89,0 mm          |                  |
| Hubraum                                     | 1995 cm³              | 2165 cm³               | 2849 cm³                   | 2068 cm³                   |                  |
| Verdichtungsverhältnis                      | 10,0:1                | 9,2:1                  | 9,5:1                      | 21,5:1                     |                  |
| max. Leistung bei 1/min                     | 76 kW (103 PS) /5250  | 79 kW (107 PS) /5000   | 110 kW (150 PS) /5400      | 65 kW (88 PS) /4250        |                  |
| max. Drehmoment bei 1/min                   | 159 Nm /2500          | 170 Nm /3500           | 225 Nm /2500               | 181 Nm /2000               |                  |
| Kraftübertragung                            |                       |                        |                            |                            |                  |
| Antrieb, serienmäßig                        | Vorderradantrieb      | Vorderradantrieb       | Vorderradantrieb           | Vorderradantrieb           | Vorderradantrieb |
| Antrieb, optional                           | –                     | Allradantrieb (Quadra) | –                          | –                          |                  |
| Getriebe, serienmäßig                       | 5-Gang-Schaltgetriebe | 5-Gang-Schaltgetriebe  | 5-Gang-Schaltgetriebe      | 5-Gang-Schaltgetriebe      |                  |
| Getriebe, optional                          | –                     | –                      | 4-Stufen-Automatikgetriebe | –                          |                  |
| Messwerte                                   |                       |                        |                            |                            |                  |
| Höchstgeschwindigkeit                       | 173 km/h              | 175 km/h [170 km/h]    | 195 km/h (190 km/h)        | 162 km/h                   |                  |
| Beschleunigung, 0–100 km/h                  | 13,8 s                | 12,9 s [13,9 s]        | 10,3 s (11,1 s)            | 15,0 s                     |                  |
| Kraftstoffverbrauch auf 100 km (kombiniert) | 9,6 l                 | 9,7 l                  | 11,6 l                     | 7,3 l                      |                  |

1. ↑  Werte in runden Klammern („( )“) für Automatikgetriebe und in eckigen Klammern („[ ]“) für Allradantrieb.

- Die Verfügbarkeit der Motoren war von Modell, Ausstattung und Markt abhängig.